# تاريخ الاتحاد السوفيتي (1953-1963)

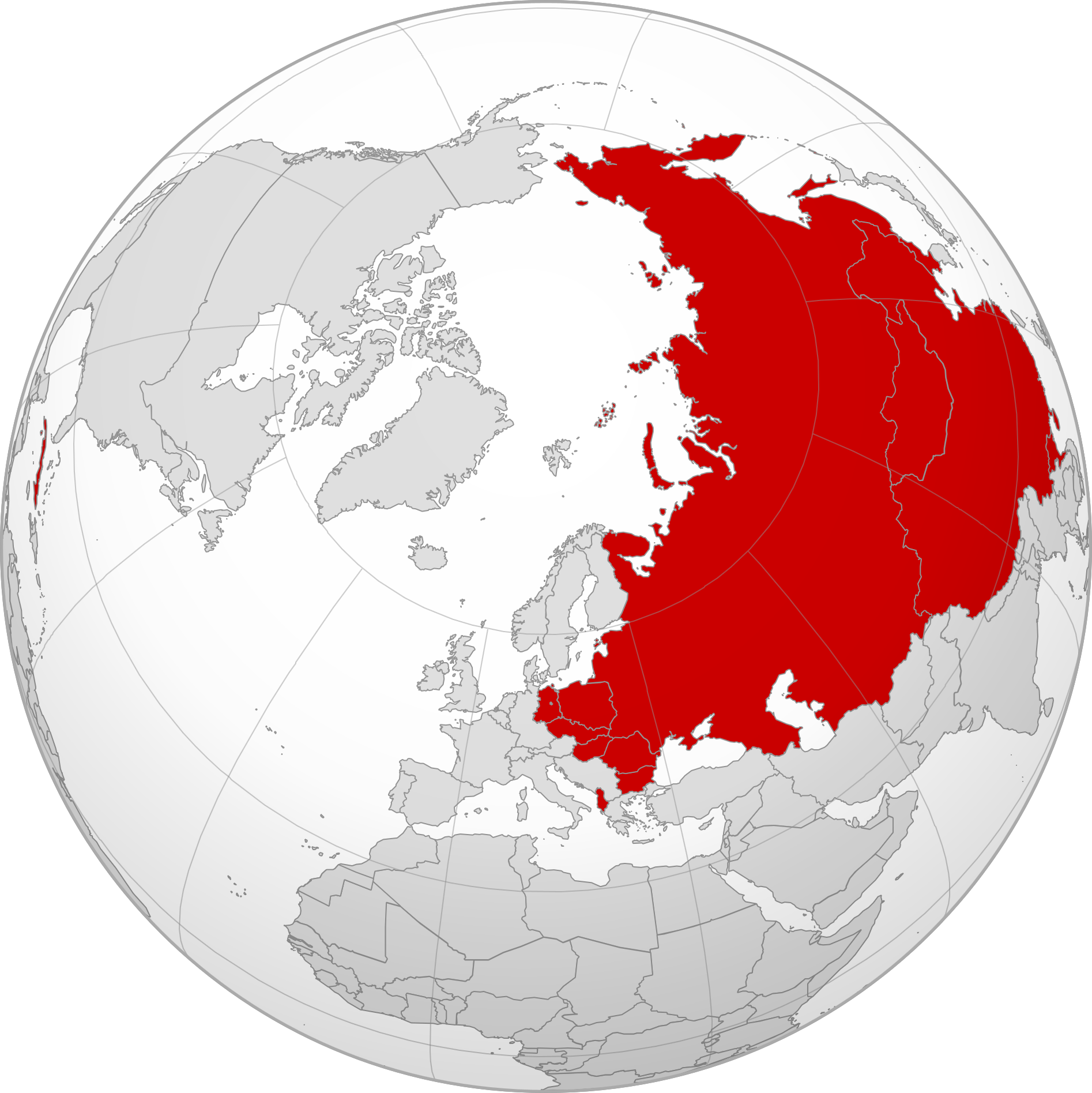
اتحاد الجمهوريات السوفيتية الاشتراكية: أقصى مدى لتأثير دائرة النفوذ السوفيتية، بعد الثورة الكوبية (1959) وقبل الانقسام السوفيتي الصيني في 1961.

شهد الاتحاد السوفيتي مجموعة هامة من الأحداث خلال فترة الأحد عشر عامًا الممتدة بين وفاة جوزيف ستالين عام 1953 إلى الإطاحة بنيكيتا خروتشوف عام 1964. هيمنت أحداث الحرب الباردة على هذه الفترة التاريخية، خصوصًا التنافس السياسي والأيديولوجي بين الاتحاد السوفيتي والولايات المتحدة الأمريكية للسيطرة على العالم. ظلت الثقافة السياسية الستالينية موجودة في كل مفاصل الاتحاد السوفيتي لا سيَّما منصب الأمين العام للحزب الشيوعي، رغم أن الحزب الشيوعي نفسه قد تبرأ من الستالينية منذ منتصف خمسينيات القرن الماضي.

## الحرب على الستالينية وعصر خروتشوف
توفي الزعيم السوفيتي ستالين في مارس 1953، وخلفه نيكيتا خروتشوف سكرتيرًا أولًا للجنة المركزية للحزب الشيوعي للاتحاد السوفيتي، وجورجي مالينكوف رئيسًا للاتحاد السوفيتي. رغم ذلك فقد كان لافرينتي بيريا الرئيس السابق لجهاز أمن الدولة هو أقوى شخصية في الاتحاد السوفيتي في الفترة التي أعقبت موت ستالين مباشرة.
ترك ستالين الاتحاد السوفيتي في حالة لا يحسد عليها عند وفاته، فقد كان ما لا يقل عن مليونين ونصف من السوفييت في السجون ومعسكرات العمل، وأخضعت العلوم والفنون للفكر الاشتراكي، وتناقص الإنتاج الزراعي بشكل كبير، فلم يتبقَ لدى البلاد سوى ربع الثروة الحيوانية التي كانت تمتلكها في عام 1928، وفي بعض المناطق كان عدد الحيوانات المتبقية أقل مما كانت عليه في بداية الحرب العالمية الأولى. وفَّرت الأراضي الخاصة ثلاثة أرباع اللحوم والألبان على الأقل، وتدنَّت مستويات المعيشة، وأصبحت السلع الاستهلاكية نادرة. بالإضافة إلى ذلك كانت موسكو معزولة دوليًا دون صداقات دولية. سيطر الاتحاد السوفيتي على أوروبا الشرقية باستثناء يوغوسلافيا، وبعد فترة وجيزة من وفاة ستالين اندلعت الثورات في كل مكان. أشادت الصين بالزعيم السوفياتي الراحل رغم العداء الكبير بين البلدين. امتلكت الولايات المتحدة قواعد عسكرية وقاذفات إستراتيجية مزودة بالأسلحة النووية تحيط بالاتحاد السوفيتي من ثلاث جهات، وكانت الطائرات الأمريكية تحلق بانتظام فوق الأراضي السوفيتية في مهام استطلاعية، على الرغم من أن السلطات السوفيتية قد أسقطت العديد من هذه الطائرات واستولت على معداتها، لكن التأثير المعنوي لهذه الرحلات التجسسية كان كبيرًا.
كانت المخاوف الأمريكية من القدرات العسكرية السوفيتية -خاصة النووية منها- مبالغًا فيها إلى حد كبير، فلم يمتلك الاتحاد السوفيتي سوى نوع واحد من القاذفات الاستراتيجية الثقيلة هو توبوليف 4، التي كانت استنساخًا للقاذفة الأمريكية بي 29، ولم يكن أمامها وسيلة للوصول إلى الولايات المتحدة إلا عبر مهمة انتحارية أحادية الاتجاه، فضلاً عن أن الترسانة النووية السوفيتية لم تشمل إلا حفنة من الأسلحة.
بدأ بيريا فترة من التحرر النسبي رغم تاريخه الأسود في عهد ستالين، فأطلق سراح بعض السجناء السياسيين أهمهم زوجة فياتشيسلاف مولوتوف من السجن وسلمها شخصيًا إلى وزير الخارجية السوفيتي. وأصدر تعليماته إلى وزارة الداخلية لإعادة التحقيق فيما يعرف بمؤامرة الأطباء وغيرها من القضايا «الخاطئة». اقترح بيريا بعد ذلك تجريد  وزارة الداخلية من بعض أصولها الاقتصادية ونقل السيطرة عليها إلى الوزارات الأخرى، واقتراح وقف استخدام السخرة في مشاريع البناء، ثم أعلن أن قرابة 1,1 مليون سجين غير سياسي سيُفرج عنهم من الأسر، وأن وزارة العدل يجب أن تتولى السيطرة على معسكرات العمل لا على وزارة الدفاع، وأمر أخيرًا بوقف الإساءة الجسدية والنفسية للسجناء.
حوَّل بيريا اهتمامه إلى السياسة الخارجية بعد ذلك، فقد عُثر على رسالة سرية بين أوراقه بعد وفاته اقترح فيها إعادة العلاقات مع يوغوسلافيا التي يقودها تيتو، وانتقد طريقة تعامل الاتحاد السوفيتي مع أوروبا الشرقية. كانت ألمانيا الشرقية على وجه الخصوص في وضع هش في عام 1953، إذ إن محاولة رئيس وزرائها والتر أولبريتشت فرض الستالينية الشاملة تسبب في نزوح جماعي للناس إلى الغرب. اقترح بيريا أنه ينبغي نسيان ألمانيا الشرقية تمامًا ولا يوجد أي فائدة من وجودها، وقد أحيا الاقتراح الذي قدمه ستالين إلى الحلفاء الغربيين في عام 1946 لإنشاء ألمانيا موحدة محايدة.
بدأت القيادة السوفيتية تسمح ببعض الانتقادات لستالين قائلة إن ديكتاتوريته تتعارض مع المبادئ التي وضعها فلاديمير لينين، وخففت من الهستيريا الحربية التي ميَّزت سنواته الأخيرة، وأصدرت الأوامر للموظفين الحكوميين ومديري المصانع بارتداء ملابس مدنية بدلًا من الملابس العسكرية. مُنحت إستونيا ولاتفيا وليتوانيا هامشًا واسعًا من الحكم الذاتي القومي، بشكل مشابه للعديد من الدول الأوروبية التي تقع تحت النفوذ السوفيتي.
أثارت بعض تحركات بيريا مخاوف المسؤولين السوفييت، من أهمها وقف احتكار المناصب الهامة للروس مدفوعًا بأسباب شخصية لأنه غير روسي، وأبدى أيضًا درجة كبيرة من الاحتقار لبقية أعضاء المكتب السياسي للحزب، واتهمهم بأنهم متواطئون في جرائم ستالين. رغم ذلك لم تكن الخلافات الأيديولوجية هي التي قلبتهم ضد بيريا. فقد كان خروتشوف على وجه الخصوص رافضًا لفكرة التخلي عن ألمانيا الشرقية والسماح بعودة الرأسمالية فيها، لكن هذا وحده لم يكن كافيًا للتخطيط لسقوط بيريا، حتى إنه دعم السياسة الجديدة الأكثر تحررًا تجاه الجنسيات غير الروسية. سرعان ما بدأ المكتب السياسي في عرقلة إصلاحات بيريا، وكان مولوتوف أقوى معارضي فكرة التخلي عن ألمانيا الشرقية، ووجد في خروتشوف حليفًا غير متوقع له، وبحلول أواخر يونيو قرر أعضاء المكتب السياسي أن بيريا لا يمكن تجاهله أو تعطيل إصلاحاته ببساطة بل لا بد من القضاء عليه. ألقي القبض على بيريا في 26 يونيو بدعم من القوات المسلحة، وأعدم في نهاية العام رميًا بالرصاص في أعقاب محاكمة صورية اتهم فيها بالتجسس لصالح الغرب والتخريب والتخطيط لعودة الرأسمالية، نُزع سلاح الشرطة السرية بعد ذلك وأعيد تنظيمها ضمن الكي جي بي، لضمان أنهم تحت سيطرة الحزب بشكل كامل ولن يكونوا قادرين مرة أخرى على شن إرهاب جماعي. بدأ خروتشوف بسرعة في الظهور بصفته شخصية رئيسة في الاتحاد السوفيتي في فترة ما بعد بيريا.
أعلنت القيادة الجديدة عفوًا عن بعض الجرائم الجنائية، وخفضت الأسعار وخففت من القيود المفروضة على الأعمال الخاصة. ووضع القضاء على الستالينية حدًا لدور العمل القسري في الاقتصاد السوفيتي. كان جورجي مالينكوف الشخصية الأقوى في المكتب السياسي بعد القضاء على بيريا، ولم يكن لدى مالينكوف صاحب النزعة الثقافية والفنية ميلٌ للإرهاب وسفك الدماء، فدعا إلى دعم أكبر للقطاعات الزراعية الخاصة وتحرير الفنون من الاشتراكية الجامدة وانتقد أيضًا العلوم الزائفة لعالم الأحياء تروفيم ليسينكو. ندد مالينكوف في خطاب ألقاه في نوفمبر 1953 بالفساد في مختلف المؤسسات الحكومية، وأعاد تقييم وجهات النظر السوفيتية الخارجية والعلاقات مع الغرب، بحجة أنه لا توجد نزاعات مع الولايات المتحدة وحلفائها لا يمكن حلها سلميًا، وأن الحرب النووية مع الغرب ستؤدي ببساطة إلى تدمير الجميع.
اقترح خروتشوف في هذه الأثناء إصلاحات زراعية أكبر، رغم أنه ما يزال يرفض فكرة التخلي عن مفهوم الزراعة الجماعية، واستمر في دعم علم ليسينكو الزائف، وفي خطاب ألقاه في عام 1955 قال إن الزراعة السوفيتية كانت بحاجة إلى تصويب مسارها ومن السخف أن نلقي اللوم على الإنتاجية المنخفضة وفشل المحاصيل في عصر القيصر نيكولاس الثاني الذي مات قبل قرابة 40 عامًا. سمح خروتشوف أيضًا للناس العاديين بالتجول في الكرملين، والذي كان مغلقًا إلا على المسؤولين الحكوميين رفيعي المستوى لأكثر من 20 عامًا.
بعد فترة من القيادة الجماعية المشتركة بدأ نجم خروتشوف بالصعود تدريجيًا إلى السلطة بينما تضاءلت قوة مالينكوف. انتُقد الأخير بسبب مقترحاته للإصلاح الاقتصادي ورغبته في الحد من المشاركة المباشرة للحزب الشيوعي في الإدارة اليومية للدولة. وصف مولوتوف تحذير مالينكوف من أن الحرب النووية ستدمر كل الحضارة  بالهراء؛ لأنه وفقًا لماركس كان انهيار الرأسمالية حتمية تاريخية. واتهم خروتشوف مالينكوف بدعم خطة بيريا للتخلي عن ألمانيا الشرقية.
تصاعدت حدة المواجهة بين خروتشوف ومولوتوف بعد فترة من الاحترام المتبادل في البداية. بدأ مولوتوف ينتقد كل أفكار خروتشوف، واتهمه بأنه رجل نظري فقط لم يغادر الكرملين يومًا لزيارة المزارع والمصانع. هاجم مولوتوف اقتراحات خروتشوف في الإصلاح الزراعي وخططه لبناء شقق جاهزة رخيصة الثمن للتخفيف من النقص الحاد في المساكن في موسكو. أيد خروتشوف أيضًا استعادة العلاقات مع يوغوسلافيا ورفض إدانة تيتو باعتباره فاشيًا. أدت زيارة خروتشوف إلى يوغوسلافيا عام 1955 إلى استعادة العلاقات بين البلدين، لكن مولوتوف رفض التراجع عن موقفه، وألقى خروتشوف باللوم في العزلة شبه الكاملة للاتحاد السوفيتي إلى طريقة تعامل مولوتوف مع السياسة الخارجية، واعترف في خطاب أمام اللجنة المركزية بالتواطؤ السوفيتي الواضح في بدء الحرب الكورية.
صدم خروتشوف مستمعيه في الخطاب الذي ألقاه في جلسة مغلقة خلال المؤتمر العشرين للحزب الشيوعي في 25 فبراير 1956، أدان خروتشوف حكم ستالين الديكتاتوري وعبادة الشخصية في خطاب بعنوان «عبادة الشخصية وعواقبها» وهاجم الجرائم التي ارتكبها أقرب المقربين من ستالين. وذكر أن النظرة الحتمية للحرب بين العالمين الرأسمالي والشيوعي لم تعد صحيحة، ودعا إلى المنافسة مع الغرب بدلًا من العداء معه، مشيرًا إلى أن الرأسمالية سوف تتحلل من الداخل وأن الاشتراكية العالمية ستنتصر بسلام، لكنه أضاف أنه إذا كان الرأسماليون يريدون الحرب، فإن الاتحاد السوفياتي سيرد بالمثل. كان تأثير الخطاب على السياسة السوفيتية هائلًا، فقد نزع الشرعية عن بقية منافسي خروتشوف، ما عزز من قوته بشكل كبير في الداخل. خفف خروتشوف القيود بعد ذلك، وحرر أكثر من مليون سجين من معسكر غولاغ، تاركًا ما يقدر بنحو مليون ونصف سجين يعيشون في نظام سجن نصف إصلاحي. صُدم الشيوعيون في جميع أنحاء العالم بسبب إدانته لستالين، وسبَّب الخطاب ثورة حقيقية في مواقف الشعوب في جميع أنحاء الاتحاد السوفيتي وأوروبا الشرقية، وشكل عاملًا في تحطيم مزيج من الخوف والتعصب والسذاجة.
لكن بعض دول العالم الشيوعي -لا سيما الصين وكوريا الشمالية وألبانيا- رفضت بشدة القضاء على الستالينية. افتتحت صحيفة الشعب اليومية الصينية اليومية صفحتها الأولى بمقالة ذكرت أن «ستالين قد ارتكب بعض الأخطاء، لكنه على العموم كان ماركسيًا جيدًا ونزيهًا تفوق إيجابياته سلبياته». كان لدى الزعيم الصيني ماو تسي تونغ العديد من الخلافات مع ستالين، لكنه اعتقد أن إدانة ستالين ستقوض شرعية الاشتراكية العالمية بأكملها، وظهرت صور ستالين بشكل مكثف خلال استعراض عيد العمال في بكين.